# Грегори Хаус
Доктор Грегори Хаус (англ. Gregory House) — главный герой американского телесериала «Доктор Хаус». Роль доктора Хауса исполняет британский актёр Хью Лори.
По словам одного из создателей сериала, Дэвида Шора, прототипом Хауса является Шерлок Холмс. Хотя, в отличие от Холмса, Хаус занимается исключительно медицинскими расследованиями, от знаменитого сыщика он унаследовал множество привычек и характерных черт. Как и Холмса, Хауса интересуют сложные дела, его раздражает рутинная работа в клинике с чередой банальных простых диагнозов, и только очередное расследование способно развеять его скуку; Хаус, как и Холмс, увлекается музыкой (играет на фортепиано, гитаре и губной гармонике), с изрядной долей цинизма относится к людям, страдает зависимостью от наркотиков (викодин и, иногда, морфий, употреблял ЛСД, метадон и героин, оксикодон), и порой ему достаточно одного лишь взгляда, чтобы не только поставить диагноз, но и рассказать о привычках и личных проблемах пациента. Доктор Уилсон, коллега Хауса, во многом похож на доктора Ватсона, компаньона Холмса.
Аллюзии на Холмса отчётливо проявляются в 7 эпизоде 2 сезона, где видно, что Хаус живёт в доме номер 221b, а также в 11 эпизоде 5 сезона, когда Хаус получил фальшивый анонимный подарок, и Уилсон выдал шутливую версию Таубу о пациентке Ирен Адлер.

## Биография
Отец Хауса служил военным лётчиком, а мать была домохозяйкой. Из-за работы отца, связанной с постоянными переездами, Хаус провёл детство в таких странах, как Япония и Египет. После смерти отца Хаус, проведя тест, выясняет, что тот не являлся его родным отцом, хотя впервые предположил это в 12-летнем возрасте. Одной из пациенток Хаус рассказывает, что его бабушка была очень своенравным человеком и ценила дисциплину, но при этом говорит, что именно так и нужно было с ним поступать, однако в конце серии он признаётся, что говорил не о бабушке, а о своём отце. Биологический отец Хауса неизвестен, хотя сам Хаус считал, что он унитарианский священник, что после теста ДНК, проведённого Уилсоном в 14 серии 8 сезона, оказалось ошибкой.
В 14 лет Хаусу довелось оказаться в японской больнице, где тот встретил члена касты неприкасаемых (буракумин), работавшего уборщиком. Несмотря на отвращение, которое испытывали врачи к уборщику, все они прислушивались к его мнению, благодаря его выдающимся знаниям в области медицины. Именно это, по словам самого Хауса, привело к тому, что он решил стать врачом.
Высокие оценки позволили Хаусу поступить в Медицинский колледж имени Джонса Хопкинса, однако его исключили после того, как его сокурсник Филипп Вебер поймал его на обмане. Несмотря на этот случай, Хауса приняли на медицинское отделение Мичиганского университета, где он стал легендой и привлёк внимание молодой студентки Лизы Кадди.
В начальных эпизодах пятого сезона частный детектив, для того чтобы получить личное расположение Кадди, в качестве компромата выкапывает, что Хаус в студенческие годы участвовал в группе поддержки (на первый взгляд фотография была поддельной, о чём можно догадаться, просто взглянув на неё, либо из дальнейшего диалога доктора Кадди и детектива, но сам Хаус намёком отрицает это). Также известно, что у Хауса IV группа крови.
Позднее Кадди пригласила Хауса на должность руководителя отделения диагностической медицины в госпиталь Принстон-Плейнсборо. Методы работы Хауса, его асоциальное поведение и игнорирование любых правил приносят доктору Кадди множество проблем, но она терпит Хауса, восхищаясь его диагностическими способностями.
У Хауса есть друг — врач-онколог Джеймс Уилсон. После того как Уилсона бросает жена, он некоторое время живёт вместе с Хаусом. На протяжении всего сериала Кадди и врач Уилсон не оставляют попыток сделать Хауса «таким, как все», «преподать ему урок смирения».
В госпитале Принстон-Плейнсборо Хаус собирает команду талантливых молодых врачей — Кэмерон, Чейза и Формана. К концу второго сезона каждый в команде пытается быть похожим на Хауса. Третий сезон становится проверкой команды на верность своему начальнику — Хауса и его окружение преследует полицейский, которого тот обидел во время приёма. Ему предъявлены серьёзные обвинения, связанные с наркоманией. Но предателем оказывается не команда, а ближайший друг — Уилсон. Только благодаря ловкому подлогу Кадди Хаусу удаётся избежать тюрьмы. В конце сезона команда распадается, в четвёртом — он создаёт новую, в шестом — расширяет её за счёт возвращения участников первой команды, в восьмом — команда кардинально меняется: «новички» — Адамс и Пак, «старенькие» — Чейз и Тауб, Форман становится главврачом, Тринадцатая же уволена.
В конце восьмого сезона Хаус фальсифицирует свою смерть, чтобы, избежав тюрьмы, провести на полную катушку оставшиеся умирающему от рака Уилсону полгода вместе с ним. После этого он уже не сможет быть врачом.

## Привычки Хауса
Хаус — бунтарь в одежде: не носит белый халат, появляется в больнице в сильно мятых рубашках, пиджаках и/или футболках с логотипами рок-групп (в том числе, The Doors и Motley Crue), а в одном из эпизодов — даже с двуглавым российским орлом, а также в кроссовках Nike и Converse.
Он постоянно грубит людям и свою грубость оправдывает болью в ноге и идиотизмом пациентов. Многие из них ждут его часами, чтобы всего за несколько минут получить диагноз, поставленный на основе дедукции. Он также очень упрям в отстаивании своей правоты и настойчив в достижении поставленной цели, что помогает ему спасать жизнь пациентов.
Любит повторять фразу «все лгут» и постоянно раскрывает ложь пациентов. Обожает спорить на деньги со своими коллегами по поводу пациентов. Для постановки верного диагноза зачастую посылает кого-то из команды обследовать дом пациента (часто без ведома самих больных).
Размышляя о диагнозе, Хаус часто жонглирует предметами со своего стола и тростью (практически все трюки он придумал сам), играет со своей йо-йо, в PlayStation Portable (подаренную ему в одной из серий мальчиком с аутизмом) или Nintendo Game Boy, смотрит телесериалы. У Хауса имеется и Xbox 360, который ему «одолжили» в отделении педиатрии. На нём он играет в Devil May Cry 4 и Ninja Gaiden 2 в палате № 2134 у коматозника.
Любопытно, что Хаус практически всегда держит трость в правой руке (при больной правой ноге). Это противоречит стандартной практике (трость в руке, противоположной больной ноге). Сам персонаж в одном из эпизодов приводит парадоксальное объяснение, что ему «нравится держать трость не в той руке». Создатель сериала Дэвид Шор поясняет это так: «Для некоторых держать трость в доминирующей руке более комфортабельно, и это допустимо».
Всегда одалживает деньги у Уилсона, скорее по привычке, а не по недостатку своих. Когда Уилсон ест, Хаус всегда съедает без спроса его еду, или говорит в кафе, что заплатит Уилсон или другие врачи.
Хаус — полиглот, поскольку в детстве жил во множестве разных стран. Он демонстрирует знание севернокитайского языка, хинди, испанского, португальского и русского языков. Окружающие убеждены, что Хаус может говорить на любом языке, например, доктор Кадди удивляется, когда узнаёт, что Хаус плохо говорит по-корейски.
Является настоящим меломаном: не только хорошо играет на фортепиано, гитаре и губной гармонике, но также очень хорошо разбирается в музыке. У себя дома он хранит настоящие раритеты музыкального искусства. Также у него есть несколько эксклюзивных гитар и рояль «Sohmer & Co.» (в последних сезонах рояль Yamaha).
Патологически не желает встречаться с пациентами, хотя в каждой серии ему приходится всё-таки делать это. Обычно с пациентами разговаривают члены его команды, а позже пересказывают полученную информацию самому Хаусу, и он начинает обсуждать с ними диагноз, записывая предположения на доске. Несмотря на это, часто ключ к загадке Хаус находит именно после встречи с пациентом или разговора с его родными (практически в каждом эпизоде).
У Хауса живёт крыса по кличке Стив Маккуин. Он отловил её на чердаке своей бывшей возлюбленной (2-й сезон, 7-я серия) Стейси Уорнер, когда пытался сблизиться с ней. Стив получил бы отменный удар тростью по черепу, если бы Хауса не заинтересовало то, что грызун всё время держал голову набок. Хаус поставил диагноз зверьку, откормил его антибиотиками и забрал себе.
Также Хаус любит бои грузовиков, зефирных шоколадных зайчиков и езду на мотоцикле.
В детстве ему не хватало внимания отца: тот всегда был в командировках. Отец-военный был строгим родителем, поэтому Грегори с детства ненавидел его. Грегори даже усомнился в его биологическом отцовстве, заметив своё сходство с одним другом семьи, и, как говорил Хаус, отец целое лето не разговаривал с ним, подсовывая под дверь записки. В итоге его везут на похороны отца, усыпив заранее.
Обычно Хаус не курит. Однако, когда он попадает в психиатрическую лечебницу в начале 6 сезона, можно увидеть его курящим на лестничной клетке. Также он курил, когда попал в реабилитационный центр в 3 сезоне. Также он трижды курил сигару: в последнем эпизоде 3 сезона с мужем пациентки с Кубы, в 5 сезоне в 18 серии он курит присланную в подарок Таубу сигару, чтобы вызвать у пациентки бронхоспазм, а также в эпизоде «Ва-Банк» (S02E17) во время игры в покер с Уилсоном.
Хаус — атеист. Он считает веру иррациональной. В ряде серий он лечит верующих, постоянно издеваясь над их верой. В качестве аргументов он может привести выдержки из основополагающих книг — Танаха, Библии и Корана, которые он, по всей видимости, прочёл. Например, ему известны детали распятия Иисуса Христа (8 серия 7-го сезона).
Хаус показывает осведомлённость о традициях еврейского народа, например, о традиции наречения ребёнка именем.
Также Хаус владеет знаниями в области экономики. Он регулярно принимает ставки на совершение различных событий по всей больнице. После освобождения из тюрьмы Хаус зарабатывает приличную сумму денег на марже, взяв в долг 200 тысяч долларов у волонтёра и своей будущей подчинённой Адамс и противозаконно заложив медицинское оборудование. И затем использует эти деньги на восстановление своего диагностического отдела. В серии, где Хаус выбирает себе новую проститутку вместе с Доминикой, та обращает внимание на досье той проститутки, которая имеет связи на бирже, мотивируя своё решение возможным сливом нужной биржевой информации Хаусу.

## Хаус и Шерлок Холмс
Во многих отношениях Хаус является медицинским аналогом Шерлока Холмса. Сходство очевидно во многих сюжетных элементах, таких, как доверие Хауса к психологическим аспектам дела, заинтересованность только в «экзотических» и необычных медицинских случаях, использование дедуктивного метода мышления, игра на музыкальном инструменте, отношения с доктором Уилсоном (аналогом доктора Ватсона) и встреча с сумасшедшим вооружённым человеком по имени Мориарти (так же звали главного соперника Холмса). Кроме того, девушку, по рассказу Уилсона, якобы подарившую Хаусу на Рождество редкую книгу в зелёной обёрточной бумаге, звали Ирэн Адлер (Уилсон рассказывает о том, что Хаус был влюблён в неё, а она его бросила). Именно так звали героиню одного из первых рассказов о Холмсе «Скандал в Богемии», к которой Холмс испытывал сложные чувства и называл «Эта женщина».

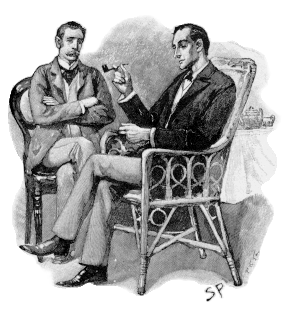
Уилсон и Хаус напоминают собой Холмса и Ватсона.

Ещё одно сходство с Холмсом — пристрастие к наркотикам. Шерлок Холмс употреблял кокаин внутривенно, когда у него долгое время не было работы. Хаус употребляет викодин (который содержит опиат, гидрокодон и парацетамол), но именно как анестезирующее средство, а не только из пристрастия. Кроме того, Хаус употреблял метадон, ЛСД и героин внутривенно.
Создатель сериала Дэвид Шор заявил, что фамилия Хаус является «скрытой данью уважения» Шерлоку Холмсу (фамилия «Хаус» значит «дом», а фамилия «Холмс» (англ. Holmes) в английском созвучна со словом «homes» означающем «дома»). Ещё одна отсылка к английскому сыщику — Хаус живёт по адресу Принстон (Нью-Джерси), Бейкер-Стрит, в доме № 221, квартира B(адрес лондонского дома Шерлока Холмса — Бейкер-стрит, 221B). Символичен и подарок, который Крис Тауб дарит Хаусу на Рождество в 10-й серии 4-го сезона, — это второе издание Конан Дойля. Кроме того, считается, что прототипом Холмса послужил один из преподавателей Эдинбургского университета, где учился Артур Конан Дойль, Джозеф Белл — так же, как и Хаус, врач-диагност, блестяще использовавший дедуктивный метод в выявлении заболеваний. Та самая редкая книга в зелёной обёрточной бумаге — «Руководство по хирургическим операциям» авторства Джозефа Белла.
В 20-м эпизоде 5-го сезона Хаус при помощи Уилсона пытается расследовать смерть одного из своих сотрудников.
В 12-м эпизоде 6-го сезона Хаус пародирует Эркюля Пуаро, когда пытается выяснить, кто доставляет неприятности ему и Уилсону.
Последний эпизод заключительного сезона, в котором Хаус фальсифицирует свою смерть, также, возможно, является аллюзией на эпизод с Рейхенбахским водопадом из «Последнего дела Холмса».

## Хаус и женщины
Примерно за десять лет до событий, разворачивающихся в сериале, Хаус познакомился со Стейси Уорнер, юристом, специализирующимся в области конституционного права, на пейнтбольном матче «Юристы против докторов». Пять лет спустя, когда Хаус находился в добровольной коме, Стейси принимает решение о хирургической операции, в ходе которой была удалена четырёхглавая мышца правой ноги Хауса. Это позволило исключить ампутацию конечности, но привело к частичной потере функциональности ноги и к меньшей, но всё ещё серьёзной боли на всю оставшуюся жизнь. Грегори Хаус как профессиональный врач был уверен в возможности излечения без оперативного вмешательства, хотя в этом случае был риск смерти. Поэтому Хаус не может простить такого поступка, и из-за этого Стейси уходит от него.
У Хауса состоялось свидание с Кэмерон, которое было основным условием с её стороны в договоре о возвращении в команду.
Когда Стейси впервые появляется в сериале, она уже состоит в браке с Марком Уорнером. Она приводит мужа к Хаусу с просьбой вылечить от непонятной и неуловимой болезни. Во 2-м сезоне в сериале появляется любовный треугольник — Хаус-Стейси-Марк. Стейси не может разобраться в своих чувствах, а Хаус пользуется её смятением для сближения. В итоге они вместе проводят ночь по возвращении из Балтимора, но их дальнейшие отношения заходят в тупик. Стейси была готова остаться с Хаусом и бросить Марка, но Хаус отказался идти на такое развитие отношений. Стейси с мужем уезжают в другой город.
В 6-м сезоне, во время пребывания в психиатрической больнице, у Хауса возникают глубоко эмоциональные, а также сексуальные отношения с женщиной по имени Лидия, родственницей одной из пациенток психбольницы.
В этом же сезоне, в 8 серии, напившись, Хаус наконец-то признаётся в любви Кадди, упомянув об этом Лукасу, но все это лишь бы рассорить их.
Если внимательно следить за поведением Хауса и Лизой Кадди, то даже в 1-м и 2-м сезонах можно понять, что Хаус ей очень увлечён, хотя и не хочет сам в это верить, и в итоге на протяжении 4 и 5 сезонов у Хауса возникают запутанные и странные, но уже более явные, чем ранее, отношения с главврачом больницы Лизой Кадди. В одной из серий даже присутствовал поцелуй, но ясности в лабиринт их отношений это так и не внесло. Однако 12 мая 2009 года вышла последняя серия 5 сезона, в которой на 33-й минуте звучат слова: «Everybody, attention. I slept with Lisa Cuddy» — что с английского переводится как «Внимание всем, я переспал с Лизой Кадди». Правда, как выяснилось, секс с Кадди оказался плодом воображения мозга Хауса, правда, непонятно, что в этом виновато — викодин или начинающееся психическое заболевание. В первой серии шестого сезона у Хауса возникает роман с Лидией — посетительницей психиатрической лечебницы. Однако Лидия замужем и после выздоровления своей золовки уезжает в Аризону. Он вспоминает о ней в разговоре с умирающим в серии «Изоляция». В последней серии 6 сезона последовало долгожданное признание Кадди в любви к Хаусу и её отказ от свадьбы с Лукасом.
В 7 сезоне роман Хауса и Кадди получает новый виток развития. Уже в первом эпизоде мы видим взаимное признание в любви, но уже в 15 серии пара завершает свои отношения.
Хаус часто пользуется услугами проституток и не скрывает этого. После расставания с Кадди, в 7 сезоне 16 серии живя в отеле, вызывает по очерёдности 5 проституток.
В 17 серии 7 сезона разыгрывает свадьбу с украинской иммигранткой Доминикой Петровой (Каролина Выдра), чтобы разозлить Кадди. Вскоре после этого она исчезает, но в восьмом сезоне возвращается, и между ней и Хаусом возникает реальная симпатия, которая позже оканчивается из-за маленького обмана со стороны Грега. В финальной серии Доминика присутствует среди галлюцинаций Хауса и среди хоронивших его людей.
В 23 серии 7 сезона, обезумев от разрыва с Кадди и других факторов, разрушает её дом, врезавшись в него на машине. По-видимому, так ему удалось «выплеснуть негатив», по крайней мере, проходя мимо остолбеневшего Уилсона, присутствовавшего при этом инциденте, он с улыбкой говорит — «Ты прав. Выплеснул — и полегчало». Масла в огонь подлило обстоятельство, что Хаус увидел, как Кадди принимала дома какого-то мужчину.

## Хаус и травма ноги
Доктор Хаус вынужден ходить с тростью после операции на четырёхглавой мышце правого бедра. Поздно диагностированный инфаркт мышцы бедра привёл к серьёзным повреждениям мышечной ткани. Пока Хаус был в коме, его девушка и доверенное лицо Стейси против воли Хауса дала согласие на операцию по удалению мёртвой ткани, чем, возможно, спасла ему жизнь. Хаус часто оправдывает хроническими болями в ноге своё поведение или плохое настроение, а также свою зависимость от викодина. Между тем, по некоторым признакам можно предположить, что его боли носят психосоматический характер.
До травмы ноги Хаус занимался спортом: его знакомство со Стейси произошло во время игры в пейнтбол («врачи против юристов»), впервые боли в ноге появились на поле для гольфа, а подростком он занимался скалолазанием и лакроссом.
В 21 серии 7-го сезона для регенерации мышц больной ноги начинает употреблять экспериментальное лекарство. Также из-за усиления болей в ноге начинает употреблять 3 таблетки викодина за раз (обычно это 2). В следующем эпизоде выясняется, что экспериментальное лекарство не оказало лечебного эффекта, но вызвало кистозные опухоли, что привело к смерти всех лабораторных крыс. Обнаружив опухоли, Хаус в своей ванной попытался сделать самому себе операцию по их удалению. Самостоятельно ему удалось удалить лишь одно образование из трёх имеющихся. На «середине» операции Хаус был вынужден попросить Кадди оказать ему помощь. Впоследствии был госпитализирован в больницу, где ему завершили данную операцию.

## Факты
- В детстве Хаусу запломбировали зубы на Филиппинах, причём настолько качественно, что пломбы в порядке и в 50 лет[39].
- В конце 3 сезона у Хауса появляется собака по кличке Гектор. Эту собаку Уилсон купил во время медового месяца со своей второй женой.
- В сериале доктор Хаус несколько раз появлялся побритым: в эпизоде «Три истории» (21 серия 1-го сезона) (во флешбэке, посвящённом перенесённой Хаусом операции на ноге), а также в 16 серии 5-го сезона, когда он собирался пойти на собеседование в новую клинику, но в итоге остался в Принстон-Плейнсборо[28]. Бритым он появлялся и в суде, когда рассматривалось его дело по обвинению в хранении наркотиков.
- Помимо английского языка, Хаус, в той или иной степени, может изъясняться на португальском, испанском, китайском[40] и русском[18] языках.
- В 19-й серии 3-го сезона Хаус хвастается, что его письмо напечатали в таблоиде «Universal Report». Заголовки на обложке гласят: «Птеродактиль держит граждан в страхе», «В мозге человека найдены сокровища», «Арестован дантист-оборотень» («Werewolf Dentist Arrested»).
- В 6-м сезоне Хаус упомянул, то ли в шутку, то ли всерьёз (с ним всегда это непонятно), о Женщине-Мечте. Ею оказалась Ангела Меркель.
- В 9-м эпизоде 1 сезона Хаус слушает пластинки своего пациента, некоего Джона Генри Гайлса, которого играет Гарри Ленникс (исполнявший роль командора Лока в фильме «Матрица: Перезагрузка» и «Матрица: Революция»). Одна из пластинок оформлена в стиле «Матрицы» и называется «Mindtrikz» («Трюки с разумом»).
- Во 2-й серии 7-го сезона у Хауса появляется новая трость с набалдашником в виде серебряного черепа. Точно такую же трость Хаус отказался покупать в магазине в 21-й серии 3-го сезона, мотивируя это тем, что будет похож на Мэрилина Мэнсона в старости.
- Доктор Хаус является поклонником шоу грузовиков-монстров Monster Jam, в частности грузовика Grave Digger: в 12 серии 2-го сезона он появляется в бейсболке с изображением грузовика. Периодически можно увидеть его за просмотром шоу с Grave Digger’ом по телевизору.
- Домашний телефон Хауса, указанный в его поддельном личном деле, — 609-555-02-00[41]
- Крыса доктора Хауса получила имя в честь любимого актёра Хью Лори, Стива Маккуина.
- Любимые телесериалы доктора Хауса: «Одинокие сердца» и «Главный госпиталь». А актриса Оливия Уайлд (Тринадцатая) раньше играла в сериале «Одинокие сердца» в течение почти целого сезона. Среди записанных на TiVo доктора Хауса передач можно также заметить сериал «Чёрная Гадюка», одну из главных ролей в котором исполняет Хью Лори.
- Мобильный телефон Хауса — Motorola iDen 850 (10 серия 2-го сезона). Мелодия звонка на телефоне Хауса — припев суперхита американского поп-рок-трио братьев Hanson 1997 года.
- Мотоцикл Хауса — Honda CBR1000RR Repsol Replica.
- Носит с собой вилку в левом внутреннем кармане пиджака[42].
- Хаус играет на рояле фирмы «Yamaha», стоящем у него дома, а также на гитарах фирмы Gibson — Flying V (1 серия 4 сезона), Les Paul (3 серия 5 сезона) и, вероятно, Hummingbird. В разных эпизодах Gibson Les Paul появляется в кадре то с тремоло-системой Bigsby, то без неё — одновременно в кадре в течение всего сериала эти две разновидности Les Paul ни разу не появляются. Кроме того, в некоторых эпизодах в квартире Хауса можно заметить электрогитару Fender Stratocaster, но Хаус на ней в кадре ни разу не играл. В лофте, купленном совместно с Уилсоном, Хаус играет на электрооргане Hammond (16 серия 6 сезона).
- Хаус носит кроссовки Nike, которые также появляются у Формана.
- Хаус прекрасно разбирается в женской обуви, что помогает ему делать выводы относительно владелиц этих туфель.